# Beppe Finessi
Beppe Finessi (Ferrara, 1966) è un architetto e ricercatore italiano che svolge attività didattica, critica e di ricerca presso il Politecnico di Milano.

## Biografia
Attraverso progetti espositivi ed editoriali si occupa dell'opera dei grandi maestri del design italiano e dei nuovi protagonisti della scena internazionale. È autore di numerosi volumi sul design, l'architettura e le arti contemporanee fra i quali, nel catalogo Corraini libri dedicati a Bruno Munari, Angelo Mangiarotti, Alessandro Mendini, Vico Magistretti, Dino Gavina. Dal 2010 dirige Inventario "Tutto è Progetto" premiato con il compasso d'oro ADI 2014 in collaborazione con Foscarini. È curatore della mostra "Il design italiano oltre le crisi - Autarchia, Austerità, Autoproduzione" presso il Triennale Design Museum 2014 (settima edizione). È direttore responsabile della rivista INVENTARIO e caro amico di Duilio Forte e Fabio Novembre e alunno di Corrado Levi

### VII Triennale - Il Design italiano oltre la crisi
Con questa edizione, curata da Beppe Finessi, il museo indaga sugli anni trenta affrontando il design industriale da un punto di vista poco considerato negli anni successivi. Fra gli oggetti esposti emerge l'auto-produzione e autosufficienza dove il design era funzione e ingegno applicato per andare incontro alle necessità più disparate. L'allestimento progettato da Philippe Nigro insieme al progetto grafico di Italo Lupi fanno vivere al visitatore la storia, con essa capire meglio il design contemporaneo ed immaginare il design futuro. La mostra analizza l'ormai totale morte dell'auto-produzione e la personalizzazione, rivivendola fra gli anni trenta, gli anni settanta e gli anni zero.
È protagonista nella mostra celebrativa per i vent'anni del SaloneSatellite, ospitata dalla Fabbrica del Vapore

## Pubblicazioni
- Camparisoda: l'aperitivo dell'arte veloce futurista da Fortunato Depero a Matteo Ragni
- Ultrabody: 208 Works Between art and Design
- Il design italiano oltre la crisi: autarchia, austerità, autoproduzione
- Stanze/Rooms: novel living concepts